# Satovtcha (obchtina)
La commune de Satovtcha (en bulgare Община Сатовча - Obchtina Satovtcha) est située dans le sud-ouest de la Bulgarie.

## Géographie
La commune de Satovtcha est située dans le sud-ouest de la Bulgarie, à 190 km au sud-sud-est de Sofia. Elle s'étend sur les flancs ouest de la chaîne du Rhodope. Son chef lieu est la ville de Satovtcha et elle fait partie de la région de Blagoevgrad.

## Administration

### Structure administrative
La commune compte 14 lieux habités :
| - village de Bogolin - village de Dolén - village de Fargovo - village de Godéchévo - village de Jijévo - village de Kotchan - village de Kriboul | - village de Ossina - village de Satovtcha - village de Slachtén - village de Toukhovichta - village de Vaklinovo - village de Valkosél |

## Galerie

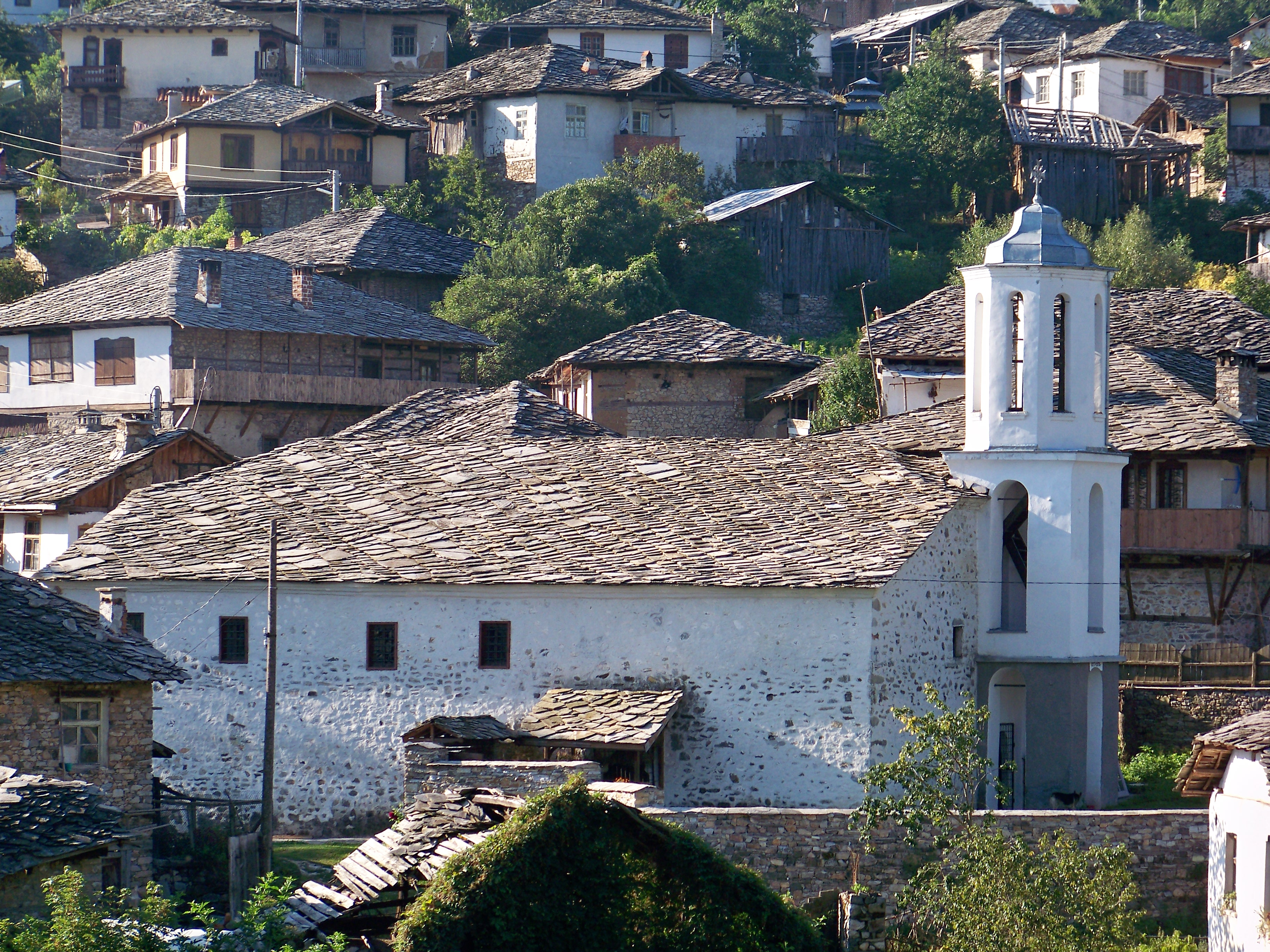
Le vieux centre de Dolén
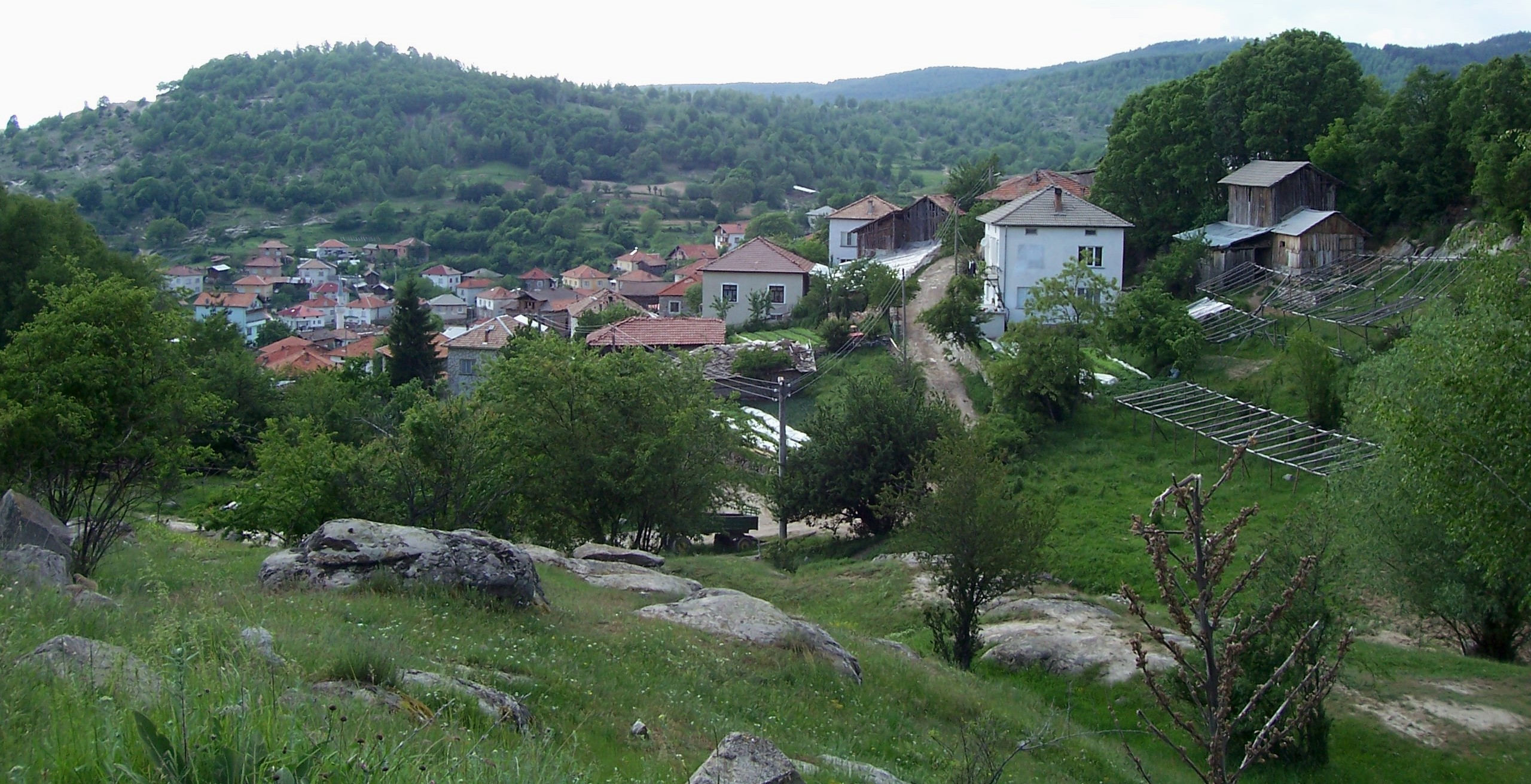
Vue de Fargovo
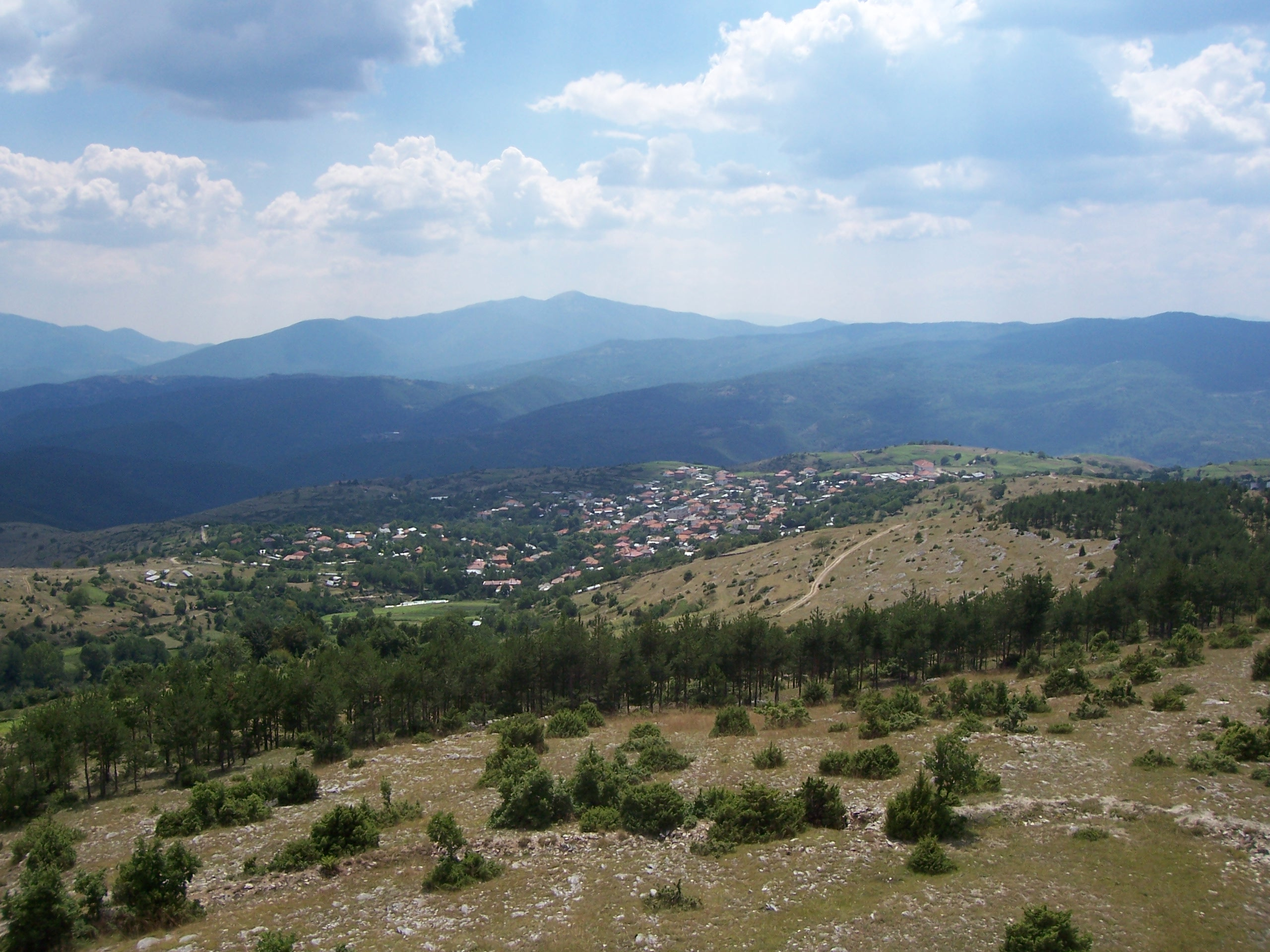
Vue de Godéchévo
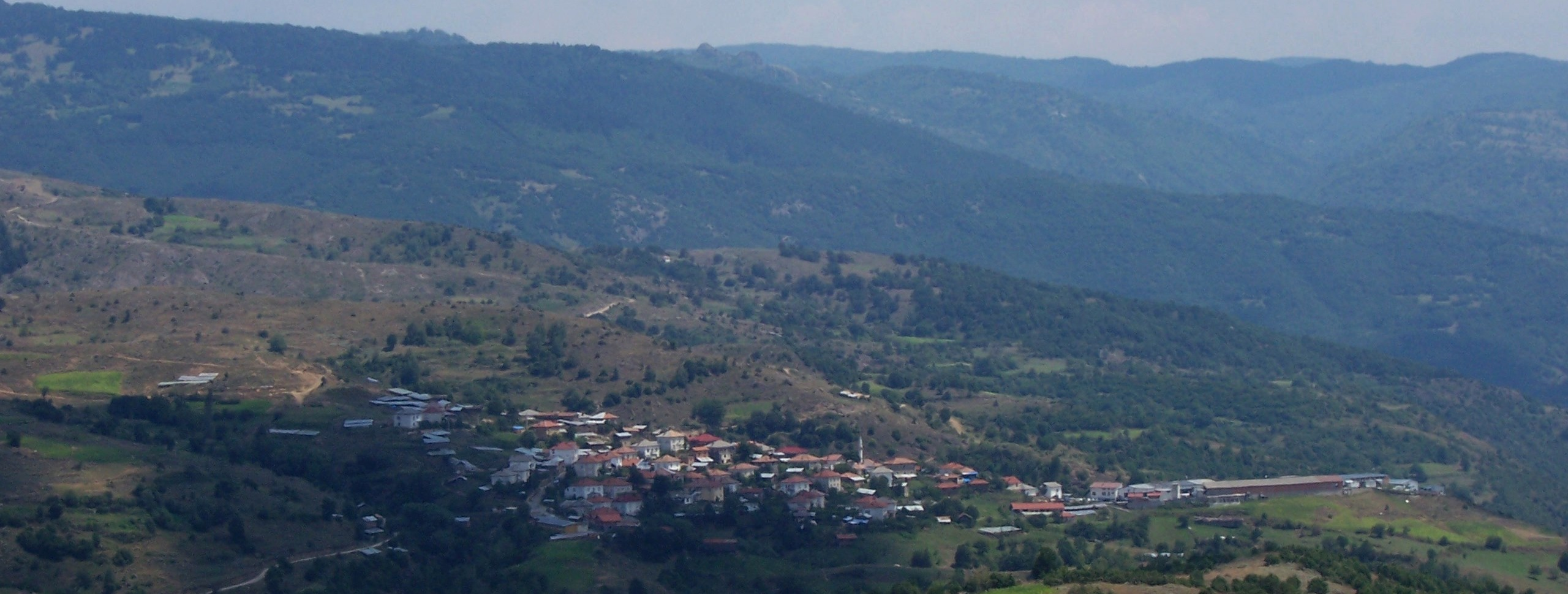
Vue de Jijévo
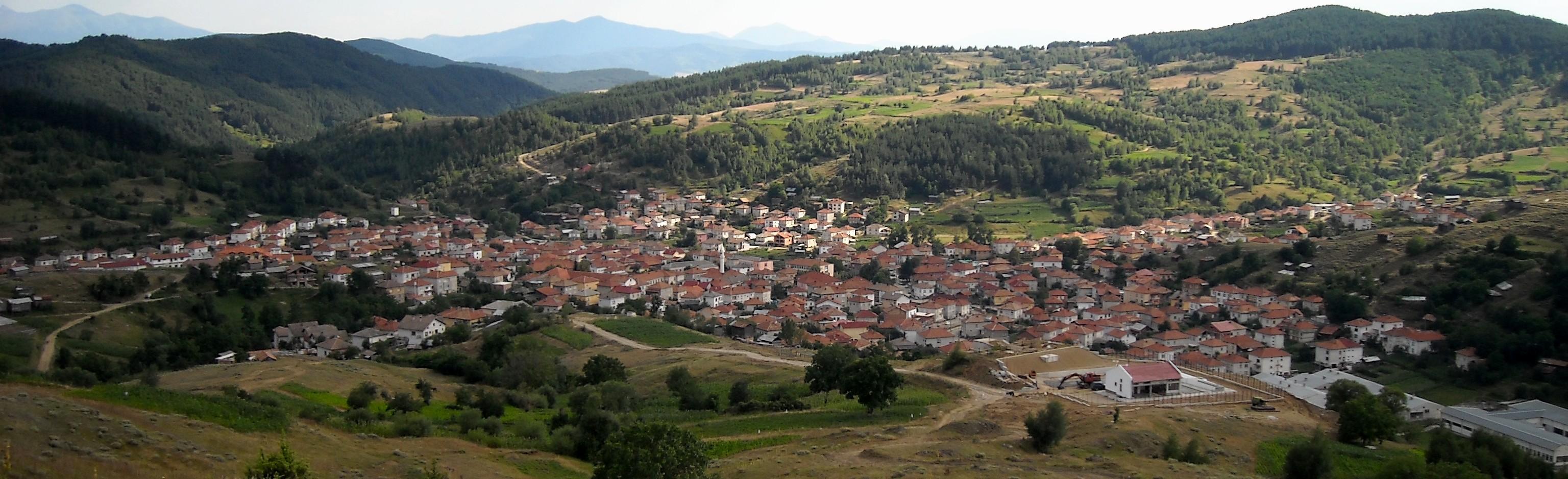
Vue de Kotchan
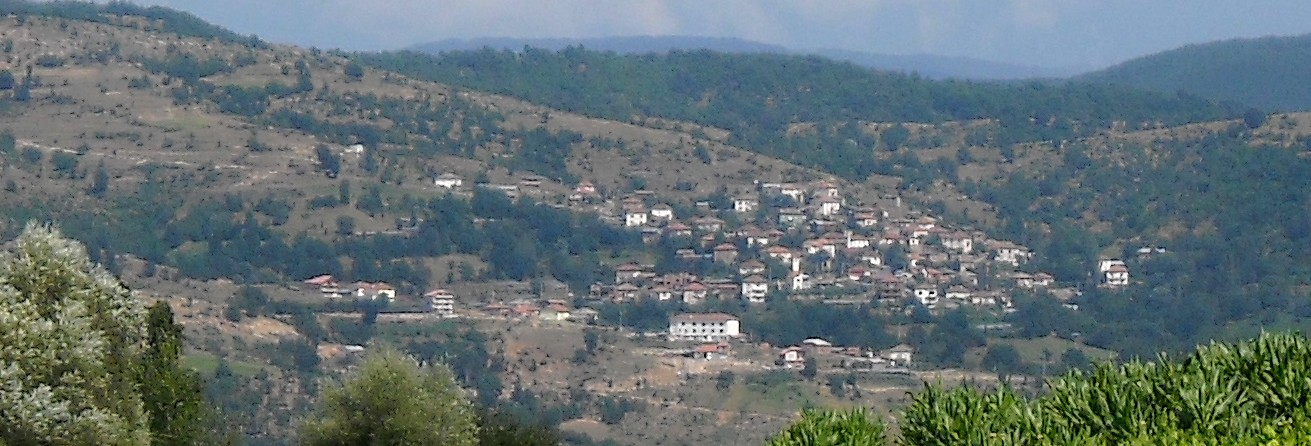
Vue de Kriboul
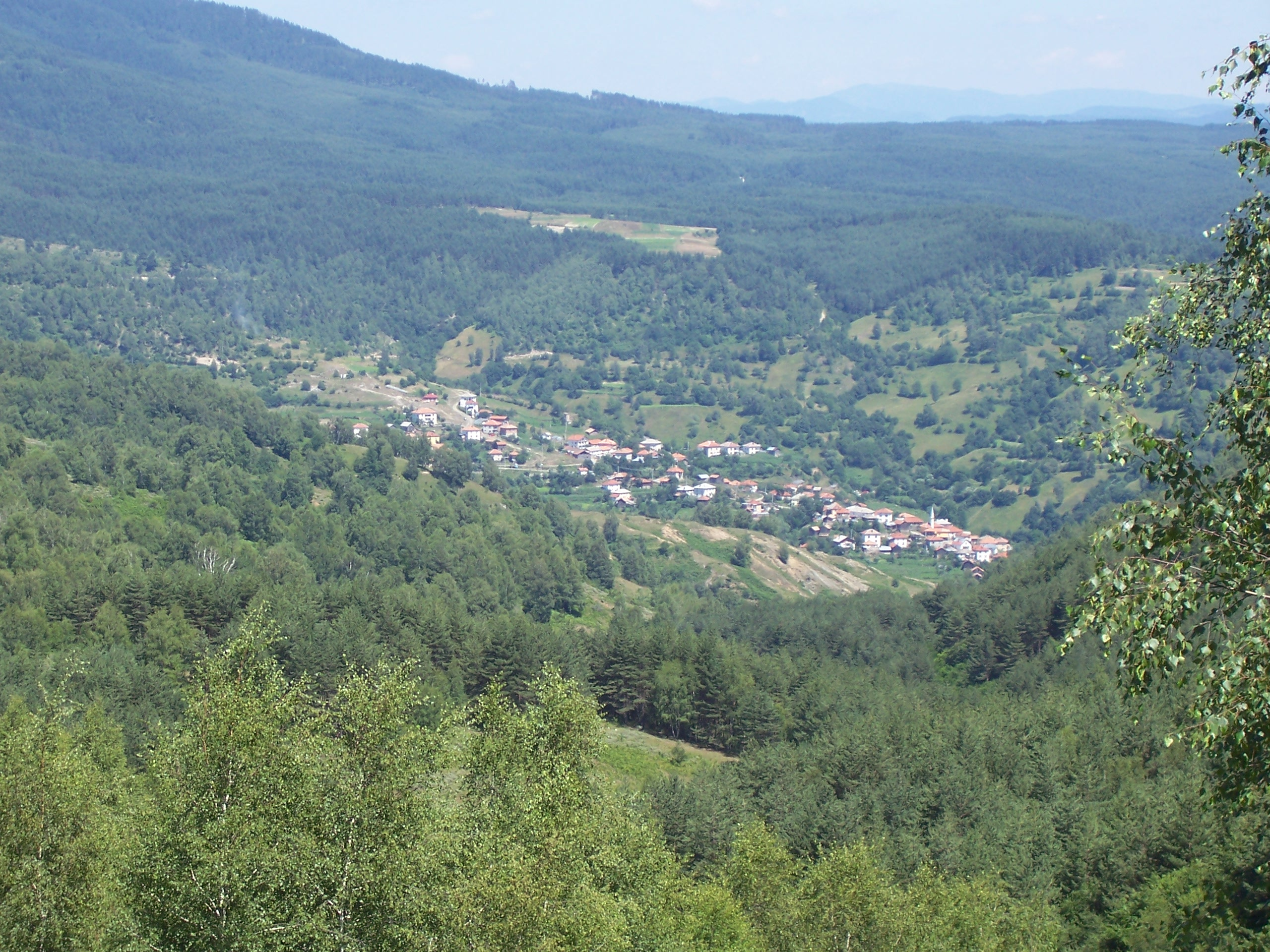
Vue d'Ossina
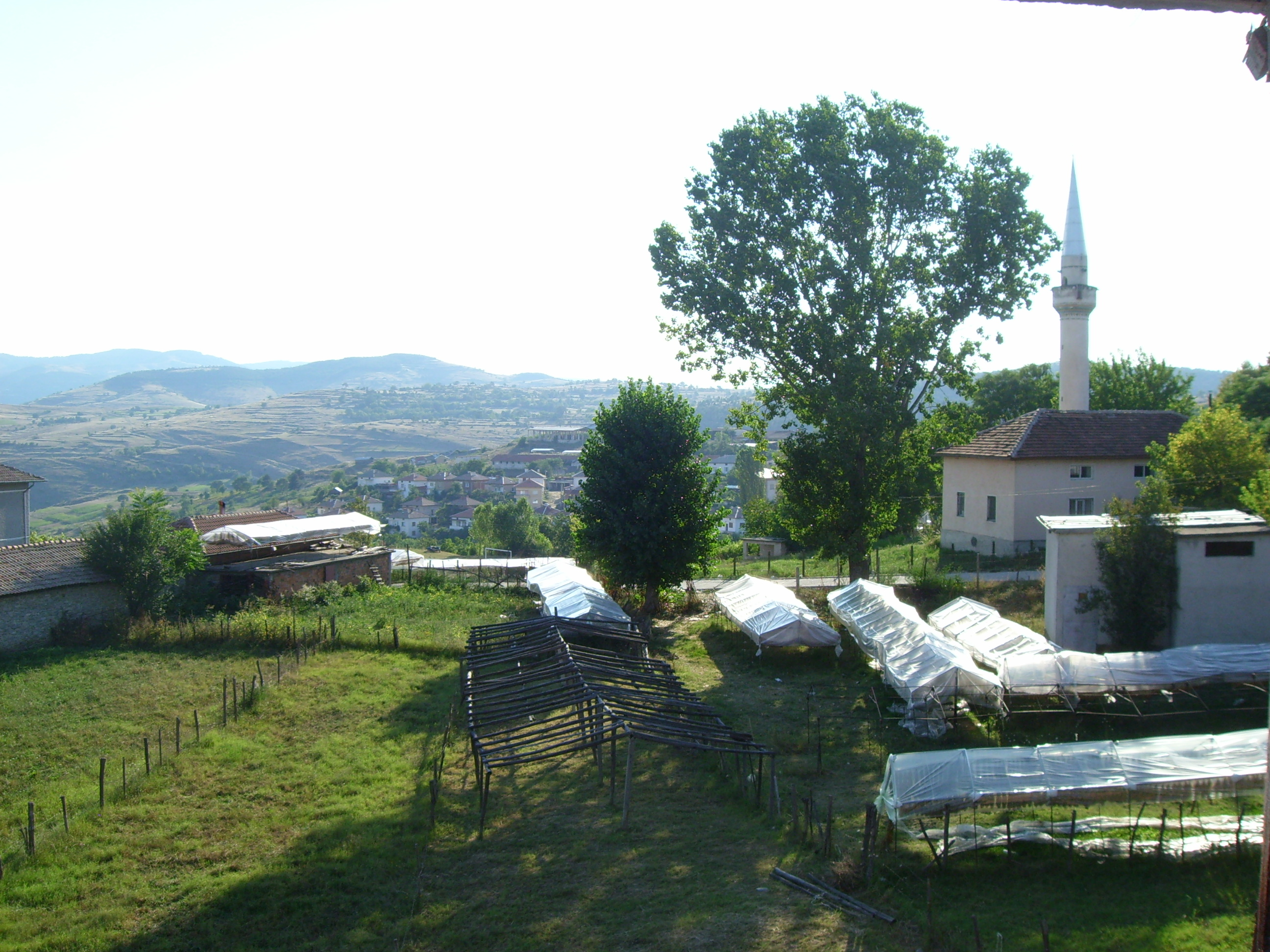
La mosquée de Slachtén
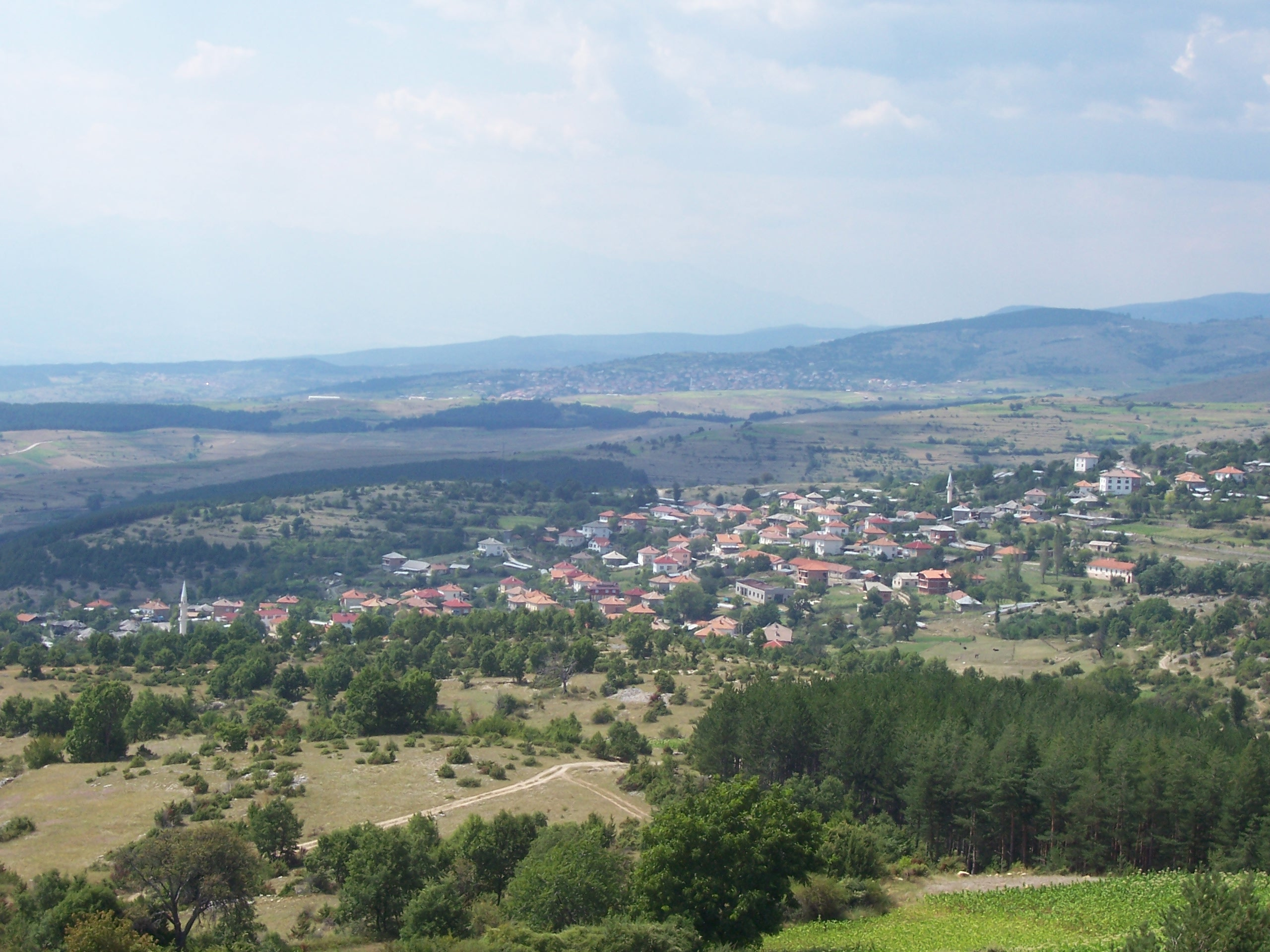
Vue de Toukhovichta
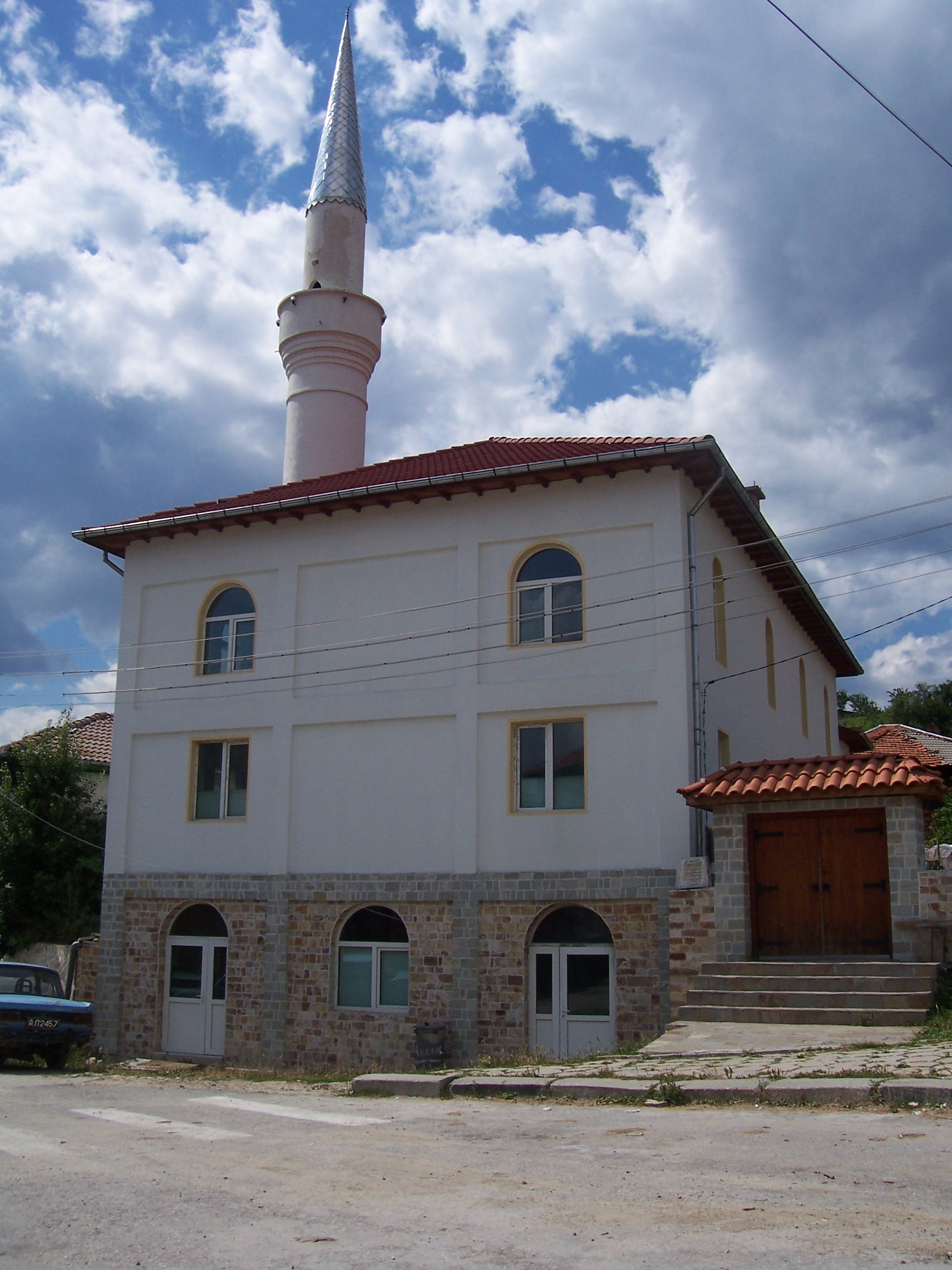
La mosquée à Satovtcha
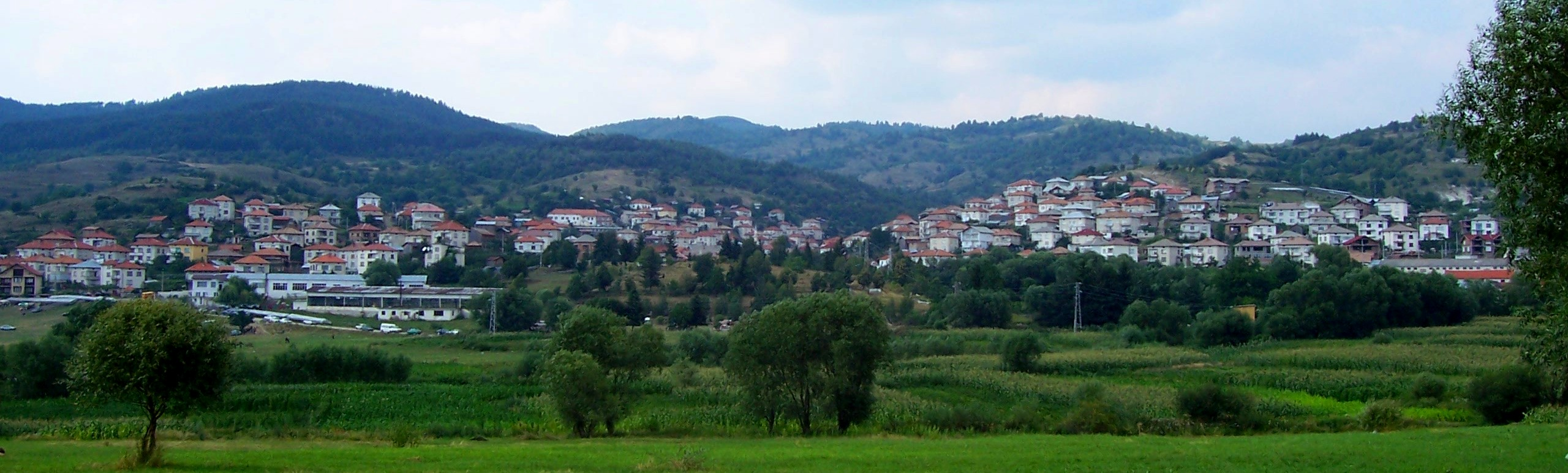
Vue de Vaklinovo
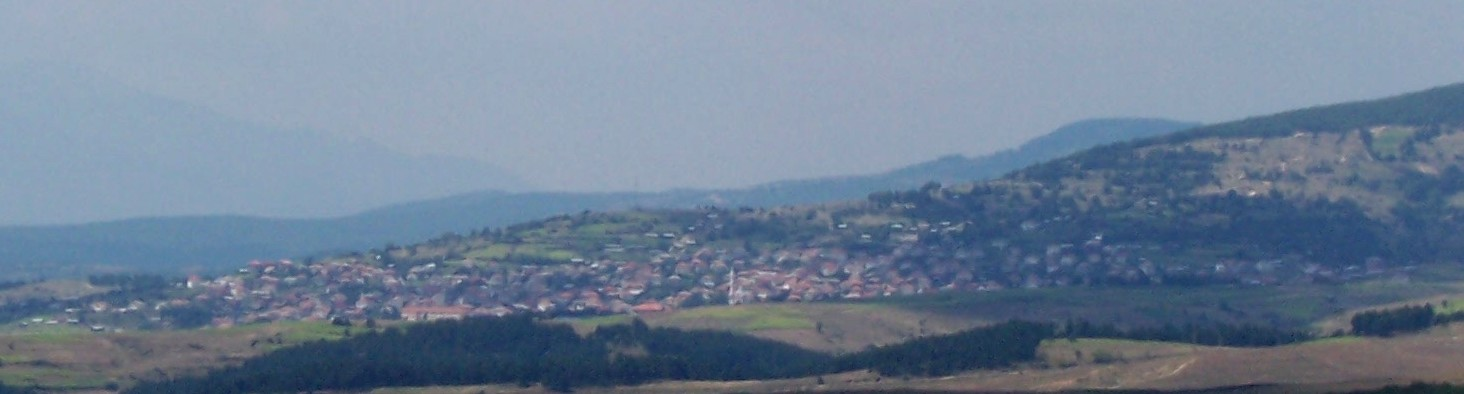
Vue de Valkosél